# Лікарчук Ігор Леонідович
Ігор Леонідович Лікарчу́к (нар. 14 липня 1954, м. Богуслав, Київська область) — український освітній діяч, директор Українського центру оцінювання якості освіти в 2006—2011 та 2014—2015 роках.

## Біографія
Народився в сім'ї педагогів.
Після закінчення школи вступив до Київського державного педагогічного інституту ім. М.Горького, який закінчив із відзнакою 1976 року.
1976—1986 — працював учителем, заступником директора, директором школи та професійно-технічного училища.
1986—1996 — заступник начальника управління освіти Київської області, голова Київського обласного комітету з професійної освіти.
1995—1996 — член Державної комісії з реформування професійно-технічної освіти України.
1996—2002 — голова експертної ради Державної акредитаційної комісії з ліцензування та атестації професійно-технічних навчальних закладів.
1996—2005 — начальник управління освіти і науки Київської облдержадміністрації.
Паралельно викладав у Київському обласному інституті післядипломної освіти педагогічних кадрів і у Переяслав-Хмельницькому державному педагогічному університеті ім. Г. Сковороди (професор кафедри управління освітою з 2003).
Листопад 2006 — січень 2011, березень 2014 — вересень 2015 — директор Українського центру оцінювання якості освіти.
22 липня 2015 року усунений Кабміном від виконання повноважень за посадою директора УЦОЯО на час проведення Генеральною прокуратурою службового розслідування корупційної діяльності керівництва Центру. Сам Лікарчук пов'язує це з помстою за результати ЗНО дітей деяких чиновників, відмовою їх незаконно змінити та тиском на його сина — заступника керівника Державної фіскальної служби Костянтина Лікарчука. За свого підлеглого заступився міністр освіти і науки Сергій Квіт та керівники регіональних ЦОЯО. За словами Антона Геращенка, у правоохоронних органів нема претензій до Лікарчука. 17 вересня 2015 року Лікарчук заявив, що не може працювати при тій ситуації, що склалася навколо УЦОЯО, і подав заяву про звільнення з посади. 21 вересня Кабмін задовольнив заяву Лікарчука, звільнивши його з посади директора УЦОЯО.
30 червня 2016 року Національна поліція України допитала колишнього директора Українського центру оцінювання якості освіти Ігоря Лікарчука як підозрюваного в зловживанні владою. 1 липня 2016 року Печерський районний суд Києва відправив під домашній арешт Ігоря Лікарчука до 28 липня.

## Науковий доробок, громадська діяльність
Коло наукових інтересів — історія становлення й розвитку освіти в Україні, проблеми управління сучасними освітніми системами.
Кандидат педагогічних наук (1995; тема дисертації — «Розвиток змісту та форм організації підготовки кваліфікованих робітників в Україні у 1920—1929 рр.»), доктор педагогічних наук (2005; тема дисертації — «Управління системами підготовки кваліфікованих робітників в Україні: педагогічний аспект»), професор кафедри управління освітою (2003), академік Української академії історичних наук (2004).
Автор низки публікацій, зокрема монографій: «Управління системами підготовки кваліфікованих робітників в Україні» (1995); «Міністри освіти України» (у 2 т.; 2002, 2006); автор ідеї та головний редактор видань «Заклади освіти Київщини: минуле та сучасне» (2002), «Освітяни Київщини — учасники Великої Вітчизняної війни 1941—1945» (2005), подарункового видання для першокласників «Моя книжка» (1998, 1999, 2000, 2001); співавтор енциклопедичного видання «Профтехосвіта України: XX століття» та монографії «Поза межами можливого: школа, якою вона є» (2004), 56 наукових і публіцистичних статей із актуальних проблем функціонування освітньої системи держави.
З 1996 — ініціатор відновлення та член редакційної колегії науково-методичного часопису «Світло», з 2002 р. — його головний редактор.
З 1999 — за ініціативою І. Л. Лікарчука виходить щомісячний «Інформаційно-методичний збірник управління освіти і науки Київської обласної державної адміністрації та Київського обласного інституту післядипломної освіти педагогічних кадрів».
2001 — організував видання щоквартальника «Підручник для директора».
Один із ініціаторів і авторів шкільних курсів «Київщинознавство», «Основи біблійної історії та християнської етики» (впроваджені в практику роботи закладів освіти Київської області).
Автор реалізованого в Київській області проекту створення мережі дитячих будинків змішаного типу для дітей-сиріт і дітей, позбавлених батьківського піклування.
Ініціатор створення Київського обласного інституту післядипломної освіти педагогічних кадрів, музею історії освіти Київщини, обласних постійно діючих педагогічної та виставки навчальних посібників, виготовлених учнями і вчителями.
У 2013—2014 р. головний редактор порталу «Освітня політика».
Розробив програми курсів «Освітній менеджмент», «Освітній маркетинг», «Правове забезпечення освітньої діяльності» для підготовки магістрів зі спеціальності «Управління закладом освіти» у вищих педагогічних навчальних закладах.
Автор методики ліцензування й атестації професійно-технічних навчальних закладів.
Член двох спеціалізованих фахових рад із захисту дисертаційних досліджень.
Делегат двох з'їздів працівників освіти України.

## Сім'я
- Син — Лікарчук Костянтин Ігорович, екс-заступник голови Державної фіскальної служби України.

## Нагороди, відзнаки
- Лауреат премії Ленінського комсомолу в галузі освітньої діяльності.
- Заслужений працівник освіти України (2004).